# Sándor Gáspár

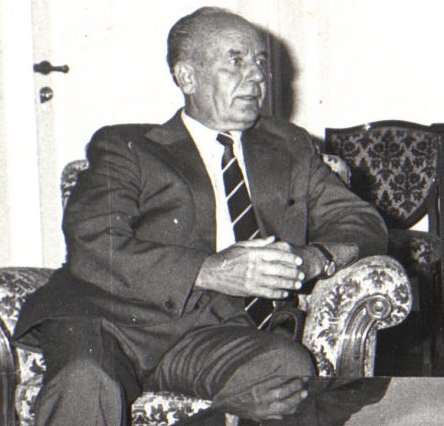
Sándor Gáspár (1979)

Sándor Gáspár (* 15. April 1917 in Pánd, Komitat Pest-Pilis-Solt-Kiskun, Königreich Ungarn; † 15. April 2002 in Budapest) war ein ungarischer Gewerkschaftsfunktionär, Schriftsteller und Politiker in der Ungarischen Kommunistischen Partei (KMP), der Partei der Ungarischen Werktätigen MDP (Magyar Dolgozók Pártja) sowie schließlich der Ungarischen Sozialistischen Arbeiterpartei MSZMP (Magyar Szocialista Munkáspárt), der unter anderem langjähriger Generalsekretär des Nationalrates der Gewerkschaften SZOT (Szakszervezetek Országos Tanácsa), ZK-Sekretär sowie Präsident des Weltgewerkschaftsbundes war. Auf dem VIII. Parteikongress am 24. Dezember 1962 wurde er zum Mitglied des Politbüro des ZK der MSZMP gewählt und gehörte diesem obersten Führungsgremium der Ungarischen Sozialistischen Arbeiterpartei bis zum 22. Mai 1988 an.

## Leben

### Herkunft, Berufsausbildung und Gewerkschaftsfunktionär
Der aus einer Bauernfamilie stammende Gáspár begann 1930 als 13-Jähriger eine Berufsausbildung bei dem Autohersteller Bárdi József und wechselte 1931 zum Traktorenhersteller Steyr, bei dem er erst Mechaniker und später bis 1945 Meister war. 1935 wurde er Mitglied der Metallarbeitergewerkschaft und engagierte sich dort nach seinem Eintritt in die Sozialdemokratische Partei MSZDP (Magyarországi Szociáldemokrata Párt) 1936 seit 1938 als Vertrauensmann der Gewerkschaft. Danach war er von 1941 bis 1944 Mitglied des Organisationskomitees der Metallarbeitergewerkschaft und trat 1943 der illegalen Kommunistischen Partei KMP (Kommunisták Magyarországi Pártja) bei, wobei er jedoch keine Kontakte zu der Moskau treuen Parteiführung um Aladár Weisshaus hatte.
Nach Kriegsende wurde er 1945 nach einem zweimonatigen Lehrgang an einer Parteischule Organisator der KMP in dem aus Terézváros bestehenden sechsten Bezirk von Budapest und danach nacheinander Instrukteur der ZK-Abteilung für Organisation im Komitat Somogy, im Komitat Tolna sowie zuletzt wieder in Budapest. Daneben war er von 1946 bis 1950 Mitglied der KMP-Parteileitung von Budapest und wurde am 1. Oktober 1946 auch Mitglied des Zentralkomitees der MKP. 1947 wurde er Sekretär der Gewerkschaft der Metall- und Maschinenbauarbeiter sowie 1948 stellvertretender Vorsitzender und 1950 kommissarischer Vorsitzender dieser Gewerkschaft.
Im Mai 1949 wurde Gáspár erstmals als Kandidat der MDP zum Abgeordneten des Parlaments (Országgyűlés) gewählt und gehörte diesem bis zu seinem Rücktritt am 29. Juni 1988 an. Zunächst wurde er auf der Liste der Patriotischen Volksfront HNF (Hazafias Népfront) gewählt und danach am 16. November 1958 im Komitat Pest sowie am 24. März 1963 auf der Liste für Budapest. Später wurde er am 19. März 1967 im Wahlkreis Pécs No. 5 sowie am 25. April 1971 im Wahlkreis Pest No. 18, ehe er zuletzt vom 19. April 1985 bis zu seinem Mandatsverzicht wieder auf der Liste der Patriotischen Volksfront gewählt wurde.
Nach einem zweieinhalbjährigen Studium an der Parteihochschule der KPdSU wurde Gáspár am 24. November 1952 stellvertretender Generalsekretär und dann seit März 1953 Generalsekretär des Nationalrates der Gewerkschaften SZOT (Szakszervezetek Országos Tanácsa). 1954 wurde er ZK-Sekretär für Industrie und Verkehr und bekleidete dieses Amt bis zum 30. April 1955.
Während seiner Parlamentszugehörigkeit war er von 1955 bis 1963 auch Mitglied des Präsidiums des Parlaments (A Magyar Népköztársaság Elnöki Tanácsa), ein kollektives Gremium, dessen Vorsitzender Staatspräsident der Volksrepublik Ungarn war.

### Generalsekretär des SZOT, Parteichef von Budapest und Politbüromitglied
Danach wurde er am 30. April 1955 Vorsitzender des Nationalrates der Gewerkschaften und im Juni 1956 Mitglied des Politbüros der MDP.
Nach dem Volksaufstand und der Gründung der Ungarischen Sozialistischen Arbeiterpartei wurde er im November 1956 Mitglied des ZK der MSZMP und gehörte diesem bis zum 22. Mai 1988 an.
Gemeinsam mit Gyula Hegyi und Zoltán Komócsin war er zwischen 1958 und 1962 auch Präsident des Nationalen Olympischen Komitees Magyar Olimpiai Bizottság (MOB).
Am 2. November 1959 erfolgte seine Ernennung zum Ersten Sekretär der MSZMP-Parteileitung von Budapest. In dieser Funktion blieb er bis zum 13. Dezember 1961. Darüber hinaus wurde er auf dem VII. Parteikongress am 5. Dezember 1959 Kandidat des Politbüros des ZK.
Gáspár wurde im September 1961 ZK-Sekretär für Wirtschaftspolitik und übte diese Funktion bis zum 30. Oktober 1962 aus, ehe vom 30. Oktober 1962 bis zum 28. Juni 1965 wieder Erster Sekretär der MSZMP-Parteileitung von Budapest war. Auf dem VIII. Parteikongress am 24. Dezember 1962 wurde er zum Mitglied des Politbüro des ZK der MSZMP gewählt und gehörte diesem obersten Führungsgremium der Ungarischen Sozialistischen Arbeiterpartei bis zum 22. Mai 1988 an.
Außerdem wurde er 1963 Vizepräsident des Präsidiums des Parlaments und war damit bis 1988 gemeinsam mit Ödön Kisházi und später Rezső Trautmann Stellvertreter des Staatspräsidenten.
Am 28. Juni 1965 wurde er als Nachfolger von Miklós Somogyi abermals Generalsekretär des SZOT und danach vom 9. Dezember 1983 bis zu seinem Rücktritt am 22. Juni 1988 dessen Präsident. Als solcher wurde er im April 1978 auch Präsident des Weltgewerkschaftsbundes und übte dieses Amt bis zum 24. März 1989 aus.

## Veröffentlichungen
- asutas élmunkások (1948)
- A szakszervezetek feladatai az ipar technikai színvonalának fejlesztésében, az új technika bevezetésében és tömeges alkalmazásában (1955)
- Az iparfejlesztés feladatai hazánkban (1955)
- A szakszervezetek feladatai az ipari termelés megjavításában és a műszaki színvonal emelésében (1956)
- A párt vezető szerepe, növekedésének és munkastílusának egyes kérdései (1964)
- A szabadság hajnalán (1965)
- A magyar szakszervezetek szerepe a szocializmus építésben (1968)
- Szakszervezetek a szocializmusért (1970)
- A munkáshatalom szolgálatában (1973)
- A szakszervezetek a fejlett szocializmusért (1976)
- A magyar szakszervezeti a fejlett szocializmus szolgálatában (1978)
- A nemzetközi szakszervezeti mozgalom (1980) ISBN 963-09-1711-4
- Gazdaságpolitikánkról (1983) ISBN 963-09-2234-7
- A munkásosztály szolgálatában (1983) ISBN 963-322-025-4